# Mona Goya
Mona Goya (Città del Messico, 25 novembre 1909 – Clichy, 8 ottobre 1961) è stata un'attrice e regista messicana naturalizzata francese.

## Filmografia parziale

### Cinema
- Epidemia d'amore (Chérie), regia di Mona Goya e Louis Mercanton (1930)
- La portatrice di pane (La porteuse de pain), regia di René Sti (1934)
- L'idolo del male (Juggernaut), regia di Henry Edwards (1936)
- Pazzo per la musica (Josette), regia di Christian-Jaque (1937)
- Francesco I (François Premier), regia di Christian-Jaque (1937)
- Il messaggio (Le messager), regia di Raymond Rouleau (1937)
- Ernesto il ribelle (Ernest le rebelle), regia di Christian-Jaque (1938)
- L'adorabile sconosciuta (J'étais une aventurière), regia di Raymond Bernard (1938)
- Défense d'aimer, regia di Richard Pottier (1942)
- La maschera sul cuore (Le Capitaine Fracasse), regia di Abel Gance (1943)
- Donne-moi tes yeux, regia di Sacha Guitry (1943)
- Il cavaliere senza legge (Mandrin), regia di René Jayet (1947)
- Blanc comme neige, regia di André Berthomieu (1948)
- Le portrait de son père, regia di André Berthomieu (1953)
- L'inferno di Pigalle (Le désert de Pigalle), regia di Léo Joannon (1958)
- Babette va alla guerra (Babette s'en va-t-en guerre), regia di Christian-Jaque (1959)
- Gli allegri veterani (Les vieux de la vieille), regia di Gilles Grangier (1960)

### Televisione
- La famille Anodin - serie TV, 3 episodi (1956-1957)